# Tennant Company
Tennant Company ist ein US-amerikanischer Hersteller von fahrbaren Reinigungsmaschinen mit etwa 3000 Mitarbeitern. Er produziert vor allem Scheuersaugmaschinen, Kehrsaugmaschinen, Kehrmaschinen und Staubsauger. Die Tennant Company ist an der New York Stock Exchange gelistet. 
Das Unternehmen ist weltweit tätig und mit 13 % Marktanteil in den USA Marktführer im Bereich Reinigungsmaschinen vor dem Konkurrenten Nilfisk-Advance.

## Geschichte
Gegründet wurde das Unternehmen als ein holzverarbeitender Betrieb in Minneapolis durch George H. Tennant im Jahr 1870. 1907 wurde es als Gesellschaft eingetragen. 1910 begann Tennant mit der Herstellung von motorisierten Bodenreingungsgeräten.
Im Jahr 2013 gewann das deutsche Unternehmen Kärcher gegen Tennant in einem Rechtsstreit wegen irreführender Werbung.
Tennants B5 Battery Powered Burnisher gewann 2014 den Bronze IDEA (International Design Excellence Awards). Tennant gehörte 2014 zur Forbes-Liste der "100 Most Trustworthy Companies in America".